# Eleições estaduais no Espírito Santo em 2022
As eleições estaduais no Espírito Santo em 2022 foram realizadas em 2 de outubro como parte das eleições gerais no Brasil e elegeram um governador, um vice-governador, um senador, 10 representantes para a Câmara dos Deputados e 30 deputados da Assembleia Legislativa, com o segundo turno a ser realizado em 30 de outubro. O processo eleitoral de 2022 está marcado pela sucessão para o cargo ocupado pelo atual governador, Renato Casagrande, do PSB, que esteve apto para disputar a reeleição. Para a eleição ao Senado Federal, está em disputa a vaga ocupada por Rose de Freitas (MDB), eleita em 2014 e que disputou a reeleição. Houve segundo turno no estado pela primeira vez desde 1994.
O governador e o vice-governador eleitos nesta eleição exercerão um mandato alguns dias mais longo. Isso ocorre devido a Emenda Constitucional n° 111, que alterou a Constituição e estipulou que o mandato dos governadores dos Estados e do Distrito Federal deverá ser iniciado em 06 de janeiro após a eleição. Entretanto, os candidatos eleitos nesta eleição assumem dia 1º de janeiro de 2023 e entregam o cargo no dia 06 de janeiro de 2027.

## Calendário eleitoral
| Calendário eleitoral      | Calendário eleitoral                                                                       |
| ------------------------- | ------------------------------------------------------------------------------------------ |
| 15 de maio                | Início do financiamento coletivo dos pré-candidatos                                        |
| 20 de julho a 5 de agosto | Convenções partidárias para a escolha dos candidatos e das coligações                      |
| 2 de outubro              | Primeiro turno das eleições                                                                |
| 7 a 28 de outubro         | Propaganda eleitoral gratuita no rádio e na televisão relativa a um eventual segundo turno |
| 30 de outubro             | Eventual segundo turno das eleições                                                        |
| até 19 de dezembro        | Diplomação dos eleitos pela Justiça Eleitoral                                              |

## Candidatos ao governo do Espírito Santo
As convenções partidárias iniciaram-se no dia 20 de julho, se estendendo até 5 de agosto. Os seguintes partidos políticos já confirmaram suas candidaturas. Os partidos políticos têm até 15 de agosto de 2022 para registrar formalmente os seus candidatos.

### Candidaturas confirmadas
Nota: a tabela a seguir está organizada por ordem alfabética de candidatos, de acordo com o nome registrado na Justiça Eleitoral.
| Governador(a)     | Governador(a) | Governador(a) | Cargo político anterior ou profissão             | Vice-Governador(a) | Vice-Governador(a) | Vice-Governador(a) | Coligação/ Federação                                                                                            | Número eleitoral | Tempo de horário eleitoral |
| Candidato         | Partido       | Partido       | Cargo político anterior ou profissão             | Candidato          | Partido            | Partido            | Coligação/ Federação                                                                                            | Número eleitoral | Tempo de horário eleitoral |
| Aridelmo Teixeira |               | NOVO          | Secretário de Fazenda de Vitória (2021–2022)     | Camila Domingues   |                    | NOVO               | Sem coligação                                                                                                   | 30               | 24s                        |
| Audifax Barcelos  |               | REDE          | Prefeito de Serra (2013–2020)                    | Tenente Andressa   |                    | Solidariedade      | Compromisso com a Vida Fed. PSOL REDE, Solidariedade, Avante, PROS                                              | 18               | 1min40s                    |
| Vinicius Souza    |               | PSTU          | Capitão da PM                                    | Soraia Chiabai     |                    | PSTU               | Sem coligação                                                                                                   | 16               | Sem tempo de rádio e TV    |
| Carlos Manato     |               | PL            | Deputado federal pelo Espírito Santo (2003–2019) | Bruno Lourenço     |                    | PTB                | Espírito Santo de Todos os Capixabas PL, PTB                                                                    | 22               | 1min19s                    |
| Claudio Paiva     |               | PRTB          | Administrador e consultor empresarial            | Marco Aurélio      |                    | PRTB               | Sem coligação                                                                                                   | 28               | Sem tempo de rádio e TV    |
| Guerino Zanon     |               | PSD           | Prefeito de Linhares (2017–2022)                 | Marcus Magalhães   |                    | PSD                | O Espírito Santo Merece Mais PSD, DC, PMB                                                                       | 55               | 1min06s                    |
| Renato Casagrande |               | PSB           | Governador do Espírito Santo (2019–atualmente)   | Ricardo Ferraço    |                    | PSDB               | Juntos por um Espírito Santo mais Forte PSB, Fed. PSDB Cidadania, MDB, FE Brasil (PT, PCdoB, PV), PP, PDT, PODE | 40               | 5min32s                    |

## Candidatos ao Senado Federal
Nota: a tabela a seguir está organizada por ordem alfabética de candidatos, de acordo com o nome registrado na Justiça Eleitoral.

### Candidatos confirmados
| Senador                  | Senador                      | Senador      | Cargo político anterior ou profissão                        | Suplentes                      | Suplentes | Suplentes    | Coligação/ Federação                                                                                            | Número eleitoral | Tempo de horário eleitoral |
| Candidato                | Partido                      | Partido      | Cargo político anterior ou profissão                        | Candidatos                     | Partido   | Partido      | Coligação/ Federação                                                                                            | Número eleitoral | Tempo de horário eleitoral |
| Antônio Bungenstab       |                              | PRTB         | Economista                                                  | 1ª suplente: Socorro           |           | PRTB         | Sem coligação                                                                                                   | 288              | Sem tempo de rádio e TV    |
| Antônio Bungenstab       | 2° suplente: Ceumar          | PRTB         | Economista                                                  |                                |           | PRTB         | Sem coligação                                                                                                   | 288              | Sem tempo de rádio e TV    |
| Idalécio Carone          |                              | Agir         | Empresário                                                  | 1º suplente: Cezar Assreuy     |           | Agir         | Sem coligação                                                                                                   | 366              | Sem tempo de rádio e TV    |
| Idalécio Carone          | 2º suplente Luciano Xerox    | Agir         | Empresário                                                  |                                |           | Agir         | Sem coligação                                                                                                   | 366              | Sem tempo de rádio e TV    |
| Coronel Lugato           |                              | DC           | Militar reformado                                           | 1ª suplente: Carla da Excursão |           | DC           | Sem coligação                                                                                                   | 277              | Sem tempo de rádio e TV    |
| Coronel Lugato           | 2° suplente: Fernando Meier  | DC           | Militar reformado                                           |                                |           | DC           | Sem coligação                                                                                                   | 277              | Sem tempo de rádio e TV    |
| Erick Musso              |                              | Republicanos | Deputado estadual do Espírito Santo (2015–atualidade)       | 1° suplente: Edimar            |           | Republicanos | Chegou a Hora do Povo Republicanos, UNIÃO, PSC, Patriota                                                        | 100              | 1min25s                    |
| Erick Musso              | 2° suplente: Bruna Rafaella  | Republicanos | Deputado estadual do Espírito Santo (2015–atualidade)       |                                |           | Republicanos | Chegou a Hora do Povo Republicanos, UNIÃO, PSC, Patriota                                                        | 100              | 1min25s                    |
| Filipe Skiter            |                              | PSTU         | Servidor público federal                                    | 1° suplente: Átila Ibilê       |           | PSTU         | Sem coligação                                                                                                   | 161              | Sem tempo de rádio e TV    |
| Filipe Skiter            | 2° suplente: Cosme Fermino   | PSTU         | Servidor público federal                                    |                                |           | PSTU         | Sem coligação                                                                                                   | 161              | Sem tempo de rádio e TV    |
| Gilberto Campos Coletiva |                              | PSOL         | Historiador, Professor e Auditor Fiscal da Receita Estadual | 1ª suplente: Rafaella Machado  |           | PSOL         | Fed. PSOL REDE                                                                                                  | 500              | 12s                        |
| Gilberto Campos Coletiva | 2° suplente: Wilson Junior   | PSOL         | Historiador, Professor e Auditor Fiscal da Receita Estadual |                                |           | PSOL         | Fed. PSOL REDE                                                                                                  | 500              | 12s                        |
| Magno Malta              |                              | PL           | Senador pelo Espírito Santo (2003–2019)                     | 1° suplente: Abraão Veloso     |           | PL           | Espírito Santo de Todos os Capixabas PL, PTB                                                                    | 222              | 33s                        |
| Magno Malta              | 2° suplente: Tenente Emerson | PL           | Senador pelo Espírito Santo (2003–2019)                     |                                |           | PL           | Espírito Santo de Todos os Capixabas PL, PTB                                                                    | 222              | 33s                        |
| Nelson Júnior            |                              | Avante       | Pastor evangélico                                           | 1° suplente: Marcel Carone     |           | Avante       | Sem coligação                                                                                                   | 700              | 10s                        |
| Nelson Júnior            | 2° suplente: Romeu Rocha     | Avante       | Pastor evangélico                                           |                                |           | Avante       | Sem coligação                                                                                                   | 700              | 10s                        |
| Rose de Freitas          |                              | MDB          | Senadora pelo Espírito Santo (2015–atualidade)              | 1° suplente: Solange Lube      |           | MDB          | Juntos por um Espírito Santo Mais Forte PSB, Fed. PSDB Cidadania, MDB, FE Brasil (PT, PCdoB, PV), PP, PDT, PODE | 156              | 2min37s                    |
| Rose de Freitas          | 2ª suplente: Vera Costa      | MDB          | Senadora pelo Espírito Santo (2015–atualidade)              |                                | PDT       |              | Juntos por um Espírito Santo Mais Forte PSB, Fed. PSDB Cidadania, MDB, FE Brasil (PT, PCdoB, PV), PP, PDT, PODE | 156              | 2min37s                    |

## Assembleia Legislativa
O resultado das últimas eleições estaduais e a situação atual da bancada da Assembleia Legislativa do Espírito Santo está abaixo:
| Filiação Partidária | Filiação Partidária | Membros | Membros    | +/–     |   |
| Filiação Partidária | Filiação Partidária | Eleitos | Atualidade | +/–     |   |
| ------------------- | ------------------- | ------- | ---------- | ------- | - |
|                     | PSB                 | 2       | 5          | 3       |   |
|                     | PDT                 | 1       | 4          | 3       |   |
|                     | PP                  | 1       | 4          | 3       |   |
|                     | PSDB                | 3       | 4          | 1       |   |
|                     | Republicanos        | 2       | 2          | Estável |   |
|                     | PSC                 | 0       | 2          | 2       |   |
|                     | PL                  | 0       | 2          | 2       |   |
|                     | Patriota            | 1       | 2          | 1       |   |
|                     | PT                  | 1       | 1          | Estável |   |
|                     | Cidadania           | 1       | 1          | Estável |   |
|                     | PTB                 | 1       | 1          | Estável |   |
|                     | DC                  | 1       | 1          | Estável |   |
|                     | PODE                | 0       | 1          | 1       |   |
|                     | MDB                 | 2       | 0          | 2       |   |
|                     | PV                  | 2       | 0          | 2       |   |
|                     | PRP                 | 2       | 0          | 2       |   |
|                     | Avante              | 1       | 0          | 1       |   |
|                     | PSD                 | 1       | 0          | 1       |   |
|                     | PROS                | 1       | 0          | 1       |   |
|                     | PMN                 | 1       | 0          | 1       |   |
|                     | REDE                | 1       | 0          | 1       |   |
|                     | DEM                 | 1       | 0          | 1       |   |
|                     | PSL                 | 4       | 0          | 4       |   |
| Total               | Total               | 30      | 30         | –       | – |

## Debates
Os debates televisionados estão previstos para ocorrer entre os dias 7 de agosto e 27 de setembro de 2022 no primeiro turno. As emissoras optaram por convidar apenas os candidatos bem colocados nas pesquisas de intenção de voto.

### Para governador

#### 1.º turno
Os debates televisionados estão previstos para ocorrer entre os dias 7 de agosto e 27 de setembro de 2022 no primeiro turno. As emissoras optaram por convidar apenas os candidatos bem colocados nas pesquisas de intenção de voto.

### Para governador

#### 1.º turno
| Data         | Organizadores  | Mediador      | Casagrande (PSB) | Zanon (PSD) | Manato (PL) | Audifax (REDE) | Aridelmo (NOVO) |
| ------------ | -------------- | ------------- | ---------------- | ----------- | ----------- | -------------- | --------------- |
| 27/09, 22h30 | TV Gazeta e G1 | Mario Bonella | Presente         | Presente    | Presente    | Presente       | Presente        |

## Pesquisas

### Para governador
| Instituto                        | Período                             | Amostragem | Casagrande (PSB)   | Manato (PL)               | Audifax (REDE) | Guerino (PSD) | Aridelmo (NOVO) | Vinicius (PSTU) | Claudio (PRTB) | B/N   | NS/NR  | Vantagem |    |    |    |    |    |     |
| -------------------------------- | ----------------------------------- | ---------- | ------------------ | ------------------------- | -------------- | ------------- | --------------- | --------------- | -------------- | ----- | ------ | -------- | -- | -- | -- | -- | -- | --- |
| Instituto                        | Período                             | Amostragem | IPEC ES-01181/2022 | 28–30 de setembro de 2022 | 800            | 53%           | 23%             | 6%              | 6%             | B/N   | NS/NR  | Vantagem | 1% | 1% | 1% | 5% | 5% | 30% |
| Real Time Big Data ES-06614/2022 | 26–27 de setembro de 2022           | 1 000      | 46%                | 26%                       | 7%             | 6%            | 1%              | 1%              | 0%             | 6%    | 7%     | 20%      |    |    |    |    |    |     |
| Ipopes ES-07659/2022             | 21–26 de setembro de 2022           | 1 260      | 40,48%             | 16,67%                    | 7,30%          | 12,06%        | 0,87%           | 0,48%           | 0,40%          | 7,54% | 14,21% | 23,81%   |    |    |    |    |    |     |
| IPEC ES-08455/2022               | 19–21 de setembro de 2022           | 800        | 53%                | 18%                       | 7%             | 7%            | 0%              | 1%              | 0%             | 7%    | 8%     | 35%      |    |    |    |    |    |     |
| IPEC ES-02445/2022               | 30 de agosto–01 de setembro de 2022 | 800        | 56%                | 19%                       | 5%             | 5%            | 1%              | 3%              | 1%             | 5%    | 6%     | 37%      |    |    |    |    |    |     |
| Real Time Big Data ES-09325/2022 | 23–24 de agosto de 2022             | 1 500      | 49%                | 21%                       | 4%             | 6%            | 2%              | 2%              | 0%             | 6%    | 10%    | 28%      |    |    |    |    |    |     |
| Ipopes ES-02056/2022             | 19–23 de agosto de 2022             | 1 260      | 44,60%             | 12,16%                    | 7,30%          | 7,94%         | 0,48%           | 0,87%           | 0,87%          | 6,03% | 19,76% | 32,44%   |    |    |    |    |    |     |
| IPEC ES-09385/2022               | 14–16 de agosto de 2022             | 608        | 52%                | 10%                       | 7%             | 5%            | 1%              | 2%              | 1%             | 11%   | 11%    | 42%      |    |    |    |    |    |     |

### Segundo turno
| Instituto                        | Período                  | Amostragem | Casagrande (PSB)   | Manato (PL)              | B/N   | NS/NR | Vantagem |     |     |     |    |    |    |
| -------------------------------- | ------------------------ | ---------- | ------------------ | ------------------------ | ----- | ----- | -------- | --- | --- | --- | -- | -- | -- |
| Instituto                        | Período                  | Amostragem | IPEC ES-02718/2022 | 27–29 de outubro de 2022 | B/N   | NS/NR | Vantagem | 800 | 50% | 44% | 3% | 3% | 6% |
| Real Time Big Data ES-09004/2022 | 25–26 de outubro de 2022 | 1 000      | 48%                | 46%                      | 4%    | 2%    | 2%       |     |     |     |    |    |    |
| Perfil EX-05877/2022             | 24–26 de outubro de 2022 | 1 200      | 51,58%             | 39,67%                   | 5,25% | 3,5%  | 11,91%   |     |     |     |    |    |    |
| Veritá ES-01884/2022             | 19–21 de outubro de 2022 | 1 512      | 46,1%              | 50,3%                    | 1,8%  | 1,7%  | 4,2%     |     |     |     |    |    |    |
| IPEC ES-04994/2022               | 19–21 de outubro de 2022 | 800        | 49%                | 40%                      | 4%    | 6%    | 9%       |     |     |     |    |    |    |
| Real Time Big Data ES-03513/2022 | 18–19 de outubro de 2022 | 1 000      | 48%                | 45%                      | 3%    | 3%    | 3%       |     |     |     |    |    |    |
| Veritá ES-02626/2022             | 13–16 de outubro de 2022 | 1 512      | 46,2%              | 48,6%                    | 2,9%  | 2,3%  | 2,4%     |     |     |     |    |    |    |
| Real Time Big Data ES-05269/2022 | 10–11 de outubro de 2022 | 1 000      | 48%                | 42%                      | 6%    | 4%    | 6%       |     |     |     |    |    |    |

### Para senador
| Instituto                        | Período                             | Amostragem | Magno (PL)         | Rose (MDB)                | Musso (Republicanos) | Carone (Agir) | Nelson (Avante) | Gilberto (PSOL) | Lugato (DC) | Bungenstab (PRTB) | Skiter (PSTU) | B/N    | NS/NR  | Vantagem |    |    |    |    |     |    |
| -------------------------------- | ----------------------------------- | ---------- | ------------------ | ------------------------- | -------------------- | ------------- | --------------- | --------------- | ----------- | ----------------- | ------------- | ------ | ------ | -------- | -- | -- | -- | -- | --- | -- |
| Instituto                        | Período                             | Amostragem | IPEC ES-01181/2022 | 28–30 de setembro de 2022 | 800                  | 29%           | 35%             | 9%              | 2%          | 2%                | 1%            | B/N    | NS/NR  | Vantagem | 1% | 0% | 1% | 8% | 13% | 6% |
| Real Time Big Data ES-06614/2022 | 26–27 de setembro de 2022           | 1 000      | 32%                | 32%                       | 8%                   | 0%            | 1%              | 1%              | 1%          | 1%                | 0%            | 11%    | 13%    | Empate   |    |    |    |    |     |    |
| Ipopes ES-07659/2022             | 21–26 de setembro de 2022           | 1 260      | 25,24%             | 22,46%                    | 11,83%               | 0,63%         | 1,11%           | 0,95%           | —           | —                 | 0,87%         | 13,57% | 23,33% | 2,78%    |    |    |    |    |     |    |
| IPEC ES-08455/2022               | 19–21 de setembro de 2022           | 800        | 27%                | 31%                       | 8%                   | 2%            | 1%              | 1%              | 2%          | 0%                | 1%            | 11%    | 16%    | 4%       |    |    |    |    |     |    |
| IPEC ES-02445/2022               | 30 de agosto–01 de setembro de 2022 | 800        | 27%                | 27%                       | 5%                   | 4%            | 3%              | 1%              | 3%          | 1%                | 0%            | 11%    | 19%    | Empate   |    |    |    |    |     |    |
| Real Time Big Data ES-09325/2022 | 23–24 de agosto de 2022             | 1 500      | 33%                | 20%                       | 4%                   | 1%            | 1%              | 2%              | 2%          | 0%                | 1%            | 14%    | 23%    | 13%      |    |    |    |    |     |    |
| Ipopes ES-02056/2022             | 19–23 de agosto de 2022             | 1 260      | 27,70%             | 17,78%                    | 4,92%                | 1,75%         | 1,59%           | 1,27%           | 0%          | 0%                | 1,11%         | 9,37%  | 34,52% | 9,92%    |    |    |    |    |     |    |
| IPEC ES-09385/2022               | 14–16 de agosto de 2022             | 608        | 29%                | 22%                       | 4%                   | 5%            | 1%              | 2%              | —           | 0%                | 1%            | 17%    | 18%    | 7%       |    |    |    |    |     |    |

## Resultados

### Governador
| Candidato(a)                  | Vice                             | Primeiro turno 2 de outubro de 2022 | Primeiro turno 2 de outubro de 2022 | Segundo turno 30 de outubro de 2022 | Segundo turno 30 de outubro de 2022 |
| Candidato(a)                  | Vice                             | Total                               | Percentagem                         | Total                               | Percentagem                         |
| ----------------------------- | -------------------------------- | ----------------------------------- | ----------------------------------- | ----------------------------------- | ----------------------------------- |
| Renato Casagrande (PSB)       | Ricardo Ferraço (PSDB)           | 976.652                             | 46,94%                              | 1.171.288                           | 53,80%                              |
| Carlos Manato (PL)            | Bruno Lourenço (PTB)             | 800.598                             | 38,48%                              | 1.006.021                           | 46,20%                              |
| Guerino Zanon (PSD)           | Marcus Magalhães (PSD)           | 146.177                             | 7,03%                               | Não participaram                    | Não participaram                    |
| Audifax Barcelos (REDE)       | Tenente Andressa (Solidariedade) | 135.512                             | 6,51%                               | Não participaram                    | Não participaram                    |
| Aridelmo Teixeira (NOVO)      | Camila Domingues (NOVO)          | 15.786                              | 0,76%                               | Não participaram                    | Não participaram                    |
| Capitão Vinicius Souza (PSTU) | Soraia Chiabai (PSTU)            | 4.505                               | 0,22%                               | Não participaram                    | Não participaram                    |
| Cláudio Paiva (PRTB)          | Aurélio Ferreguetti (PRTB)       | 1.418                               | 0,07%                               | Não participaram                    | Não participaram                    |
| → Total de votos válidos      | → Total de votos válidos         | 2.080.648                           | 90,01%                              | 2.177.309                           | 93,92%                              |
| → Votos em branco             | → Votos em branco                | 101.146                             | 4,37%                               | 46.259                              | 1,99%                               |
| → Votos nulos                 | → Votos nulos                    | 129.835                             | 5,62%                               | 94.782                              | 4,09%                               |
| → Votos anulados              | → Votos anulados                 | 0                                   | 0%                                  | 0                                   | 0%                                  |
| Total                         | Total                            | 2.311.629                           | 79,23%                              | 2.318.350                           | 79,46%                              |
| Abstenções                    | Abstenções                       | 606.085                             | 20,77%                              | 599.364                             | 20,54%                              |
| Eleitorado apto               | Eleitorado apto                  | 2.917.714                           | 2.917.714                           | 2.917.714                           | 2.917.714                           |

### Senador
| Candidato(a)                    | Turno único 2 de outubro de 2022 | Turno único 2 de outubro de 2022 |
| Candidato(a)                    | Total                            | Percentagem                      |
| ------------------------------- | -------------------------------- | -------------------------------- |
| Magno Malta (PL)                | 821.189                          | 41,95%                           |
| Rose de Freitas (MDB)           | 747.104                          | 38,17%                           |
| Erick Musso (Republicanos)      | 337.642                          | 17,25%                           |
| Gilberto Campos Coletiva (PSOL) | 20.138                           | 1,03%                            |
| Nelson Júnior (Avante)          | 11.787                           | 0,60%                            |
| Coronel Lugato (DC)             | 7.978                            | 0,41%                            |
| Filipe Skiter (PSTU)            | 5.621                            | 0,29%                            |
| Carone (Agir)                   | 3.357                            | 0,17%                            |
| Antônio Bungenstab (PRTB)       | 2.534                            | 0,13%                            |
| → Total de votos válidos        | 1.957.350                        | 84,67%                           |
| → Votos em branco               | 180.346                          | 7,81%                            |
| → Votos nulos                   | 173.933                          | 7,52%                            |
| → Votos anulados                | 0                                | 0,00%                            |
| Total                           | 2.311.629                        | 79,23%                           |
| Abstenções                      | 606.085                          | 20,77%                           |
| Eleitorado apto                 | 2.917.714                        | 2.917.714                        |

### Deputados federais eleitos
São relacionados os candidatos eleitos com informações complementares da Câmara dos Deputados.

Representação eleita
  PODE: 2
  PP: 2
  PT: 2
  Republicanos: 2
  PL: 1
  PSB: 1

| Deputados federais eleitos  | Partido      | Votação | Percentual | Cidade onde nasceu    | Unidade federativa |
| Helder Salomão              | PT           | 120.337 | 5,77%      | Governador Lindenberg | Espírito Santo     |
| Gilvan o Federal da Direita | PL           | 87.994  | 4,22%      | Araioses              | Maranhão           |
| Evair de Melo               | PP           | 75.034  | 3,60%      | Conceição do Castelo  | Espírito Santo     |
| Gilson Daniel               | PODE         | 74.215  | 3,56%      | Duque de Caxias       | Rio de Janeiro     |
| Josias da Vitória           | PP           | 71.779  | 3,44%      | Colatina              | Espírito Santo     |
| Dr. Victor                  | PODE         | 53.483  | 2,57%      | Colatina              | Espírito Santo     |
| Amaro Neto                  | Republicanos | 52.375  | 2,51%      | Vitória               | Espírito Santo     |
| Jack Rocha                  | PT           | 51.317  | 2,46%      | Colatina              | Espírito Santo     |
| Paulo Foletto               | PSB          | 48.776  | 2,34%      | Colatina              | Espírito Santo     |
| Messias Donato              | Republicanos | 42.640  | 2,05%      | Itororó               | Bahia              |

### Deputados estaduais eleitos
São relacionados os candidatos eleitos para representar as 30 cadeiras da Assembleia Legislativa do Espírito Santo.

Representação eleita
  PL: 5
  Republicanos: 4
  PODE: 3
  PSB: 3
  PDT: 2
  PP: 2
  PSDB: 2
  PT: 2
  UNIÃO: 2
  Cidadania: 1
  Patriota: 1
  PSC: 1
  PSOL: 1
  PTB: 1

| Deputados federais eleitos | Partido      | Votação | Percentual | Cidade onde nasceu      | Unidade federativa |
| Sérgio Meneguelli          | Republicanos | 138.523 | 6,60%      | Colatina                | Espírito Santo     |
| Capitão Assumção           | PL           | 98.669  | 4,70%      | Vila Velha              | Espírito Santo     |
| João Coser                 | PT           | 58.279  | 2,78%      | Santa Teresa            | Espírito Santo     |
| Camila Valadão             | PSOL         | 52.221  | 2,49%      | Serra                   | Espírito Santo     |
| Marcelo Santos             | PODE         | 41.627  | 1,98%      | Vitória                 | Espírito Santo     |
| Iriny Lopes                | PT           | 36.720  | 1,75%      | Lavras                  | Minas Gerais       |
| Tyago Hoffmann             | PSB          | 32.123  | 1,53%      | Guarapari               | Espírito Santo     |
| Dr. Bruno Resende          | UNIÃO        | 31.897  | 1,52%      | Cachoeiro de Itapemirim | Espírito Santo     |
| Lucas Polese               | PL           | 29.490  | 1,41%      | Colatina                | Espírito Santo     |
| Vandinho Leite             | PSDB         | 29.156  | 1,39%      | Aimorés                 | Minas Gerais       |
| Lucas Scaramussa           | PODE         | 26.720  | 1,27%      | Linhares                | Espírito Santo     |
| Raquel Lessa               | PP           | 26.439  | 1,26%      | Pancas                  | Espírito Santo     |
| Denninho Silva             | UNIÃO        | 25.986  | 1,24%      | João Pessoa             | Paraíba            |
| Janete de Sá               | PSB          | 25.846  | 1,23%      | Vitória                 | Espírito Santo     |
| Danilo Bahiense            | PL           | 24.970  | 1,19%      | Vila Velha              | Espírito Santo     |
| Pablo Muribeca             | Patriota     | 24.555  | 1,17%      | Vitória                 | Espírito Santo     |
| Adilson Espindula          | PDT          | 22.278  | 1,06%      | Vitória                 | Espírito Santo     |
| Theodorico Ferraço         | PP           | 20.888  | 1,00%      | Cachoeiro de Itapemirim | Espírito Santo     |
| Hudson Leal                | Republicanos | 20.804  | 0,99%      | Vitória                 | Espírito Santo     |
| Mazinho dos Anjos          | PSDB         | 20.731  | 0,99%      | Vitória                 | Espírito Santo     |
| Alexandre Xambinho         | PSC          | 20.722  | 0,99%      | Vitória                 | Espírito Santo     |
| José Esmeraldo             | PDT          | 20.219  | 0,96%      | Cariacica               | Espírito Santo     |
| Dary Pagung                | PSB          | 18.721  | 0,89%      | Baixo Guandu            | Espírito Santo     |
| Fabrício Gandini           | Cidadania    | 16.948  | 0,81%      | Vitória                 | Espírito Santo     |
| Callegari                  | PL           | 16.842  | 0,80%      | São Paulo               | São Paulo          |
| Zé Preto                   | PL           | 15.901  | 0,76%      | Aimorés                 | Minas Gerais       |
| Alcântaro                  | Republicanos | 15.742  | 0,75%      | Aracruz                 | Espírito Santo     |
| Allan Ferreira             | PODE         | 15.185  | 0,72%      | Cachoeiro de Itapemirim | Espírito Santo     |
| Bispo Alves                | Republicanos | 14.474  | 0,69%      | Muribeca                | Sergipe            |
| Coronel Weliton            | PTB          | 12.176  | 0,58%      | Serra                   | Espírito Santo     |